# Radeberge
Das Naturschutzgebiet Radeberge liegt auf dem Gebiet der Gemeinden Heidesee und Groß Köris im Landkreis Dahme-Spreewald in Brandenburg. Es gehört zum Naturpark Dahme-Heideseen.
Das Gebiet mit der Kenn-Nummer 1223 wurde mit Verordnung vom 16. Juni 2004 unter Naturschutz gestellt. Das rund 289 ha große Naturschutzgebiet mit dem Paddenpfuhl erstreckt sich nordwestlich von Neubrück, einem Wohnplatz der Gemeinde Groß Köris. Am östlichen Rand des Gebietes verläuft die B 179, westlich erstreckt sich der Pätzer Hintersee und verläuft die A 13, östlich erstrecken sich der Hölzerne See sowie die Naturschutzgebiete Dubrow und Katzenberge.

## Naturschutz

### Natura-2000- und FFH-Gebiet
Das NSG Radeberge ist Teil des kohärenten europäischen ökologischen Netzes besonderer Schutzgebiete Natura 2000. Der Steckbrief des Bundesamtes für Naturschutz (BfN) enthält für das 286,09 Hektar umfassende Fauna-Flora-Habitat-Gebiet unter der Nummer 3748-304 folgende Charakterisierung:

„Großräumige Ausbildung von Kiefern-Eichen-Mischwäldern mit eingestreuten, kleinflächigen Vorkommen mesotroph-kalkhaltiger Seen und kalkreicher Sümpfe und Moore. Steckbrief FFH-Gebiet Radeberge.“

## Flora und Fauna

### Pflanzen
Unter den Lebensraumtypen listet der FFH-Steckbrief folgende Pflanzen- beziehungsweise Waldgesellschaften auf: Übergangs- und Schwingrasenmoore (Natura 2000-Code 7140; Caricion lasiocarpae und Rhynchosporion albae), Sümpfe und Röhrichte mit Schneide (7210; Kalkreiche Sümpfe mit Cladium mariscus und Arten des Caricion davallianae), Alte bodensaure Eichenwälder auf Sandböden mit Stieleiche (9190), Moorwälder (91D0) und Nährstoffarme bis mäßig nährstoffreiche kalkhaltige Stillgewässer mit Armleuchteralgen (3140; Oligo- bis mesotrophe kalkhaltige Stillgewässer mit benthischer Armleuchteralgen-Vegetation (Characeae)).

### Tiere
Nach Anhang II der Flora-Fauna-Habitat-Richtlinie und der Verordnung des Landes sind einschließlich ihrer für Fortpflanzung, Ernährung, Wanderung und Überwinterung wichtigen Lebensräume besonders geschützt: unter den Säugetieren der Fischotter (Lutra lutra) sowie unter den wirbellosen Tieren der Große Eichenbock (Cerambyx cerdo) und der Hirschkäfer (Lucanus cervus).